# 弗萊迪·林斯壯
弗瑞德瑞克·查爾斯·林斯壯（英語：Frederick Charles Lindstrom，1905年11月21日—1981年10月4日），為前美國職棒大聯盟的三壘手與外野手，生涯曾效力於巨人、海盜、小熊與道奇等隊。他在1976年入選名人堂。
棒球作家比爾·詹姆斯在史上最佳三壘手排名中，將林斯壯排在第43名。

## 職業生涯

### 紐約巨人
1924年，年僅18歲的林斯壯登上大聯盟。他在世界大賽繳出3成33的打擊率，其中第五場從華特·強森手中敲出4支安打，讓強森吞下敗投，差點讓巨人拿下世界大賽冠軍。強森後來也大讚林斯壯是系列賽相當出色的選手，並且很看好他未來的發展。
歸功於那時候的手套規格較大，林斯壯連續三年都是聯盟防守率最高的選手。他在25歲就已經累積1186支安打，在歷史上只有泰·柯布、密爾·歐特和艾爾·卡萊恩在25歲時累積的安打數比林斯壯還多。
1930年，巨人總教練約翰·麥格勞將林斯壯評選為20世紀初最佳的20位選手之一。貝比·魯斯曾認為林斯壯是該時期國聯最佳的三壘手。
1928年，林斯壯繳出3成58的打擊率，並敲出聯盟最多的231支安打，還敲出14轟與107分打點。最終他在MVP票選上拿下第二名，僅次於吉姆·巴頓里。
1931年，林斯壯因為背傷和腳傷，而逐漸移往外野守備。

### 生涯後期
1932年球季結束後，巨人將林斯壯交易到海盜。他和華納兄弟—洛伊德·華納和保羅·華納成為球隊的先發外野手。1933年，他繳出3成10的打擊率，並敲出39支二壘安打。
1934年，新任總教練派·崔諾將林斯壯安排在左外野。球季結束後，他被交易到小熊。林斯壯後來隨隊參加1935年世界大賽，不過小熊最終輸給老虎。隔年他加入道奇，但只有2成64的打擊率。之後他在某場比賽中為了接一顆飛球，與內野手Jimmy Jordan相撞，而林斯壯也閃電宣布退休。

## 個人生活
後來林斯壯在小聯盟打了幾年球，並在西北大學棒球隊執教了13年。他的兒子Chuck在1958年於白襪隊登上大聯盟，Chuck只在大聯盟出賽一場比賽，但他在那場比賽獲得保送及敲出三壘安打，使他的打擊率和上壘率都維持完美的1.000。
1981年10月4日，林斯壯因病去世，享年75歲。

### 名人堂票選
林斯壯在1949年獲得名人堂票選資格，不過他的得票率都沒有超過4.4%。1967年，前巨人球員比爾·泰瑞和法蘭基·弗里許都加入資深選手委員會，他們也在1970年代選入不少前巨人隊的球員，林斯壯便是其中一位。
林斯壯的入選，使得名人堂票選產生諸多爭議。因為林斯壯生涯都沒有累積任何個人獎項，沒有入選明星賽，也沒有拿下任何冠軍。比爾·詹姆斯曾說林斯壯是名人堂三壘手之中成就最低的一位，棒球學者認為林斯壯的入選，得歸咎於前巨人球員選人唯親的結果。

## 生涯打擊成績
| 出賽次數 | 打席 | 打數 | 得分 | 安打 | 二安 | 三安 | 全壘打 | 打點 | 盜壘 | 保送 | 三振 | 打擊率 | 上壘率 | 長打率 | OPS  |
| -------- | ---- | ---- | ---- | ---- | ---- | ---- | ------ | ---- | ---- | ---- | ---- | ------ | ------ | ------ | ---- |
| 1438     | 6109 | 5611 | 895  | 1747 | 301  | 81   | 103    | 779  | 84   | 334  | 276  | .311   | .351   | .449   | .800 |

## 外部連結
- 球員資訊和成績在MLB，ESPN，Retrosheet ，Baseball Reference ，Baseball Reference (Minors) ，Fangraphs ，The Baseball Cube （英文）
- 弗萊迪·林斯壯在台灣棒球維基館上的頁面（繁體中文）